# Ryan Robbins
Ryan Robbins (n. Ryan John Currier, 26 de noviembre de 1972 en Victoria, Columbia Británica), es un actor canadiense. Es conocido por haber interpretado a Henry Foss en Sanctuary y a Charlie Connor en Battlestar Galactica, así como por interpretar a Tector en Falling Skies.

## Biografía
Robbins nació en Victoria, Columbia Británica, donde asistió a escuelas orientadas a las artes, donde escribió, produjo, dirigió y protagonizó producciones en la escuela secundaria; teniendo su primera experiencia con una obra de Shakespeare a la edad de doce años. Después de la secundaria, comenzó su carrera profesional como artista de circo y ayudó a formar una banda experimental llamada Hellenkeller. En una presentación con su banda, fue descubierto por un director de cine local, quien lo lanzó al mundo del cine y la televisión.
Ha estado entrenando activamente en diversas formas de artes marciales desde que tenía diez años de edad. Se casó con la actriz Rebecca Reichert con quien tiene una hija. La pareja se divorció en 2010.

### Carrera
Robbins trabajó en Mainframe Entertainment, donde realizó la captura de movimiento para los robots en la serie animada ReBoot.
Robbins es conocido por sus papeles como Ladon Radim en Stargate Atlantis, Charlie Connor en Battlestar Galactica, y Henry Foss en Sanctuary. Así mismo por aparecer en películas tales como Leslie, mi nombre es diabla, Wrecked y Apollo 18.
Otros créditos de cine y televisión incluyen The Cabin Movie, When Jesse Was Born, Supernatural, JPod, Reaper, Smallville, The Days, Kingdom Hospital, Catwoman, Walking Tall, The Bug, Passengers junto a Anne Hathaway y Patrick Wilson y la miniserie de Steven Spielberg Taken.
De 2012 a 2014 apareció de forma recurrente en Falling Skies interpretando a Tector, y en cinco episodios de Republic of Doyle, donde dio vida a Callum Pardy.
En 2014 se dio a conocer que fue contratado para interpretar a Brad Tonkin en la tercera temporada de Continuum; y fue elegido como parte del elenco principal de la serie de SyFy Ascension dando vida a Duke Vanderhaus.
El 31 de julio de 2015, Robbins fue elegido como Conklin, un adversario de Oliver Queen durante la cuarta temporada de Arrow.

## Filmografía
| Cine       | Cine                               | Cine                       | Cine                       |
| Año        | Película                           | Rol                        | Notas                      |
| ---------- | ---------------------------------- | -------------------------- | -------------------------- |
| 1997       | Horsey                             | Simon Leigh                |                            |
| 1999       | Late Night Sessions                | Ben                        |                            |
| 2000       | Abe's Manhood                      | Abe                        | Cortometraje               |
| 2001       | Turbulence 3: Heavy Metal          | Tor                        | Directo a vídeo            |
| 2002       | Liberty Stands Still               | Fidgety Dude               |                            |
| 2002       | Stark Raving Mad                   | Seedy Guy                  |                            |
| 2002       | The Bug                            | Beetle                     | Cortometraje               |
| 2003       | Paycheck                           | Husband                    |                            |
| 2004       | Walking Tall                       | Travis                     |                            |
| 2004       | Catwoman                           | Bartender                  |                            |
| 2005       | When Jesse Was Born                | Harold Ferrell             | Cortometraje               |
| 2005       | The Cabin Movie                    | Ken                        |                            |
| 2007       | Taming Tammy                       | Frances                    |                            |
| 2007       | Aliens vs. Predator: Requiem       | Truck Driver               |                            |
| 2008       | Sheltered Life                     | David Nash                 |                            |
| 2008       | Passengers                         | Dean                       |                            |
| 2009       | Smile of April                     | Jack                       |                            |
| 2009       | Leslie, mi nombre es diabla        | Charlie/Papá de Leslie     |                            |
| 2010       | Unrivaled                          | Brian Waite                |                            |
| 2010       | Wrecked                            | George Weaver              |                            |
| 2011       | Vampire                            | Kevin Grant                |                            |
| 2011       | Apollo 18                          | John Grey                  |                            |
| 2011       | Marilyn                            | Michael Grant              |                            |
| 2011       | Everything and Everyone            | Noah                       |                            |
| 2012       | Cold Blooded                       | Cordero                    |                            |
| 2014       | Reasonable Doubt                   | Jimmy Logan                |                            |
| Televisión |                                    |                            |                            |
| Año        | Título                             | Rol                        | Notas                      |
| 1998       | Cold Squad                         | Chimp                      | 1 episodio                 |
| 1998-1999  | Seven Days                         | Red                        | 2 episodios                |
| 1999       | Millennium                         | Jed                        | 1 episodio                 |
| 2000       | Big Sound                          | Eddie Valor                | 1 episodio                 |
| 2000-2001  | Dark Angel                         | Arnie Haas                 | 2 episodios                |
| 2001       | Wolf Lake                          | Fletcher                   | 1 episodio                 |
| 2001       | The Miracle of the Cards           | Reggie                     | Película para televisión   |
| 2002       | Taken                              | Lt. Lou Johnson            | 1 episodio                 |
| 2003       | Romeo!                             | Hacksaw                    | 1 episodio                 |
| 2003       | The Twilight Zone                  | Tony                       | 1 episodio                 |
| 2003       | Smallville                         | Louis Leery Jr.            | 1 episodio                 |
| 2003       | Battlestar Galactica               | Funcionario del Armisticio | 2 episodios, miniserie     |
| 2004       | Kingdom Hospital                   | Dave Hooman                | 3 episodios                |
| 2004       | The Days                           | Mr. Marley                 | 2 episodios                |
| 2004-2006  | Stargate Atlantis                  | Ladon Radim                | 5 episodios                |
| 2005       | Supernatural                       | Travis Wheeler             | 1 episodio                 |
| 2006       | The L Word                         | Bus Stop Man               | 1 episodio                 |
| 2006       | Blade: la serie                    | Sands                      | 2 episodios                |
| 2006-2009  | Battlestar Galactica (Reimaginada) | Charlie Connor             | 7 episodios                |
| 2007       | Psych                              | Vernon Stallings           | 1 episodio                 |
| 2007-2011  | Sanctuary                          | Henry Foss                 | 2 webisodios, 59 episodios |
| 2008       | jPod                               | Alistair Parish            | 4 episodios                |
| 2008       | Reaper                             | Demonio                    | 1 episodio                 |
| 2008-2009  | The Guard                          | Wendell Linham             | 16 episodios               |
| 2010       | Caprica                            | Diego                      | 4 episodios                |
| 2011       | The Listener                       | James Madison              | 1 episodio                 |
| 2012       | Hell on Wheels                     | Hawkins                    | 2 episodios                |
| 2012-2014  | Falling Skies                      | Tector                     | 21 episodios               |
| 2013       | The Killing                        | Joe Mills                  | 5 episodios                |
| 2013       | Republic of Doyle                  | Callum Pardy               | 5 episodios                |
| 2014       | Continuum                          | John Doe/Brad Tonkin       | 5 episodios                |
| 2015       | Ascension                          | Duke Vanderhaus            | Elenco principal           |
| 2015       | Arrow                              | Conklin                    | Elenco recurrente          |
| 2018       | The Black Widow Killer             |                            | Película para televisión   |